# Karregat
Le Karregat est un ruisseau de Belgique coulant en Région de Bruxelles-Capitale, affluent de la Woluwe, donc un sous-affluent de l'Escaut par la Senne, la Dyle et le Rupel.
Il est, avec le Vuylbeek et le Zwanewijdebeek, l'un des cours d'eau qui forment la Woluwe.